# Ibidem
Ibidem est une locution latine signifiant « même endroit », fréquemment abrégée en ibid. ou parfois ib.. C'est le terme utilisé dans les références d'un document stable, pour éviter la répétition lorsque la même source a été citée dans la référence précédente.

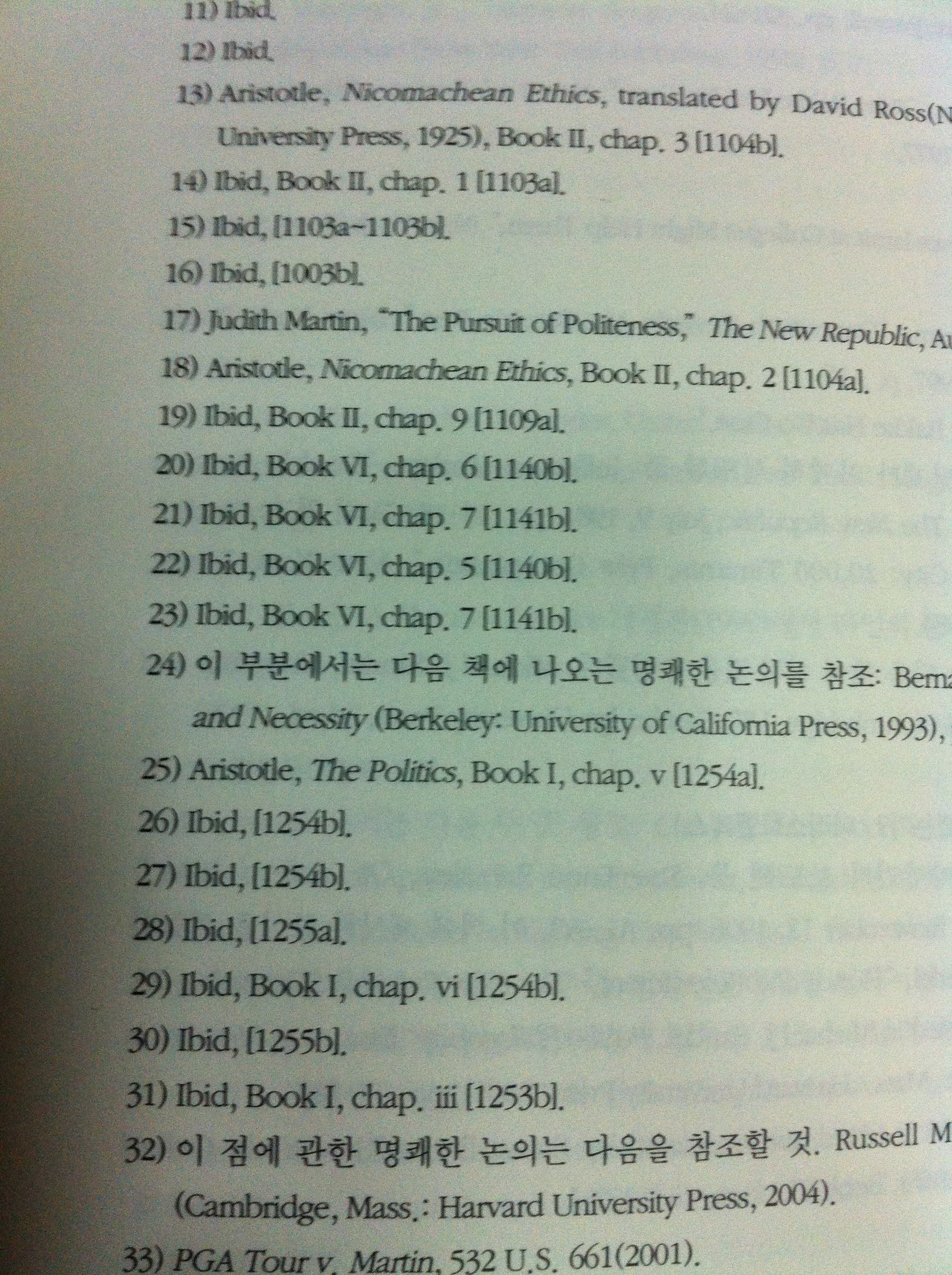
Exemples de la locution ibid. dans la section références d'un ouvrage anglophone de philosophie.

La source correspondante est alors celle qui apparaît dans la référence précédente.

## Exemples
| - Texte complet. - Note de bas de page. |

### Exemple 1
[4] J. Kerbrat, Milieux continus déformables, ENSTA, 1993, p. 23.
[5] Ibid.
Ici, la référence 5 pointe la même page que la réf. 4.

### Exemple 2
[4] J. Kerbrat, Milieux continus déformables, ENSTA, 1993, p. 23.
[5] Ibid., p. 43.
Ici, la référence 5 est issue du même ouvrage que la 4, elle en diffère seulement par la page qu'elle pointe (43 au lieu de 23).

### Exemple 3
[4] J. Kerbrat, Milieux continus déformables, ENSTA, 1993, p. 23.
[5] G. Taillefer, Les Jeux vidéo dans leur contexte social, JOM, 2011, p. 76.
[6] J. Kerbrat, Ibid., p. 27.
Ici, l'exemple est similaire, la seule différence venant du fait qu'il y a une autre citation entre les deux. Dans ce cas précis, comme pour l'utilisation du loc. cit. ou op. cit. (Opus citatum) ; le format est : nom de l'auteur, suivi d'une virgule, Ibid. et le numéro de la page.